# Флот Тевтонского ордена
Флот Тевтонского ордена использовался для перевозки десантных войск во время военно-морских экспедиций. Корабли, ходившие по морю под белым орденским флагом с чёрным крестом, принадлежали не самому ордену, а торговым товариществам купцов города Данцига, у которых орден арендовал суда и матросов.

## История создания
Флот Тевтонского ордена не был постояным; в ходе военных экспедиций орден использовал корабли, пригодные для плавания в открытом море, для перевозки десантных войск.
Первые два крупных речных корабля, которые приняли участие в военных экспедициях ордена в Пруссии, — «Фридланд» («Фриделант», то есть «Мирная земля») и «Пильгрим» («Пильгерим», то есть «Пилигрим», «Паломник») — были построены в 1236 году по приказу и на средства маркграфа Генриха Мейссенского. Первоначально маркграф воспользовался этими плоскодонными речными судами для перевозки собственного военного отряда, а после окончания крестового похода подарил их Тевтонскому ордену.
Флот обеспечивал коммуникацию орденского войска, подвоз подкреплений и грузов. В летнее время важнейшим судоходным транспортным водным путём была река Висла.
Участие в военных кампаниях — корабли использовались для перевозки мастеров, охраны и строительных материалов, например, при строительстве орденского замка Бальга.

## Экспедиции
Первый Готландский морской поход (1398) — против пиратов-«витальеров», засевших на острове Готланд. Из данцигского порта вышли 84 зафрахтованных орденом корабля, имевшие на борту более 4000 братьев-рыцарей, братьев-сариантов и ратников-кнехтов Тевтонского ордена.
Вторая военно-морская экспедиция на остров Готланд (1403) — против захвативших Готланд датчан.

## Состав
Корабли, ходившие по морю под белым орденским флагом с чёрным крестом, принадлежали не самому ордену, а торговым товариществам купцов города Данцига, у которого орден арендовал суда (когги, кочи) и матросов.

## Особенности кораблей
Мачты орденских кораблей были украшены белыми флагами, а корма и борта — белыми щитами с изображёнными на них чёрными крестами (первоначально — прямыми, а позднее — лапчатыми).
Источники
Орденская «Хроника земли Прусской» брата Петра из Дусбурга — в ней упоминается использование кораблей для военных экспедиций.